# عبدالله زنوری
عبدالله زنوری از سیاستمداران ایرانی بود، که در دوره‌  بیستم بعنوان نماینده مرند در مجلس شورای ملی حضور داشت.